# Hôtel Petit de Marivat
L'hôtel Petit de Marivat est un hôtel particulier du XVIIIe siècle de Besançon dans le Doubs en Franche-Comté. Il est inscrit aux monuments historiques depuis le 8 juillet 1942.

## Historique
En 1732 cet hôtel « à la parisienne » est construit 2 place Jean Cornet dans le centre historique de Besançon (La Boucle) par l'architecte parisien Jean-François Blondel pour le commissaire ordonnateur des guerres François-Michel Petit de Marivat (vers 1675-1764),.

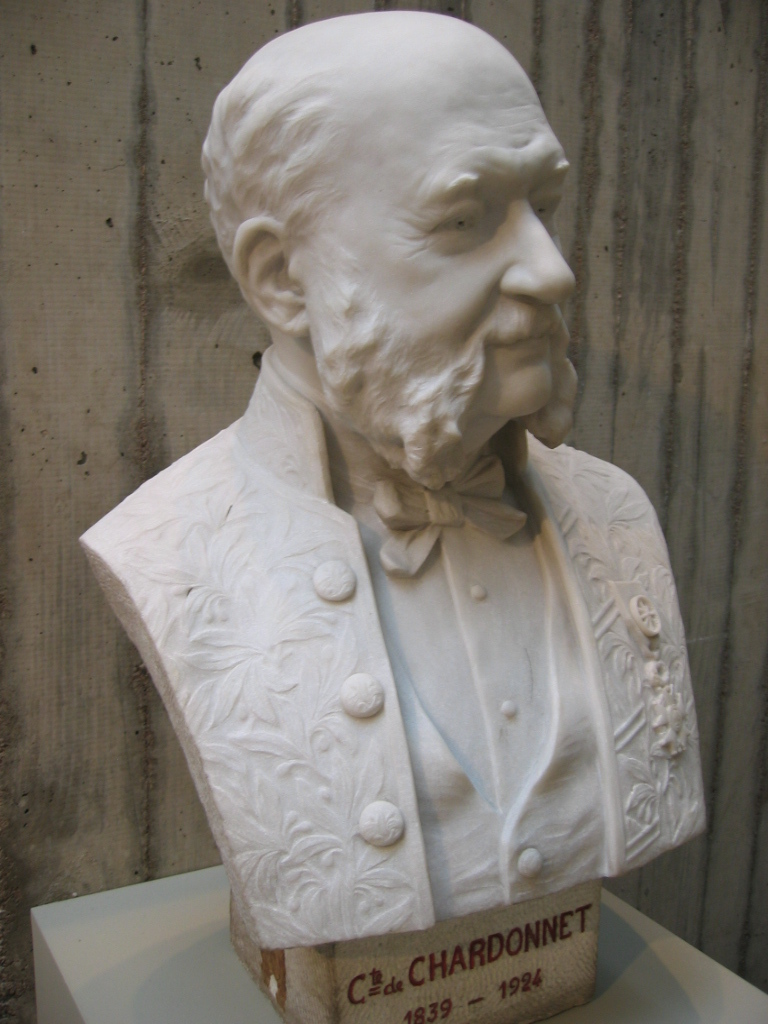
Le comte Hilaire de Chardonnet (1839-1924)
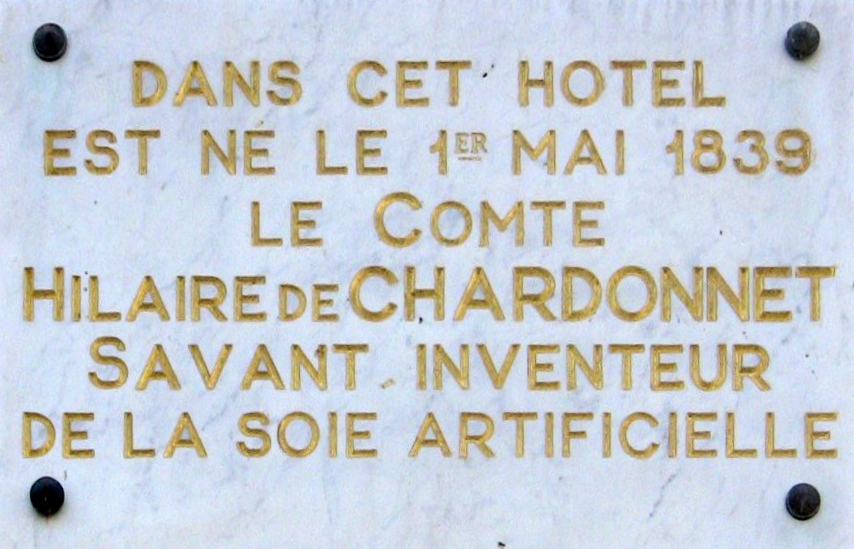
Plaque commémorative.
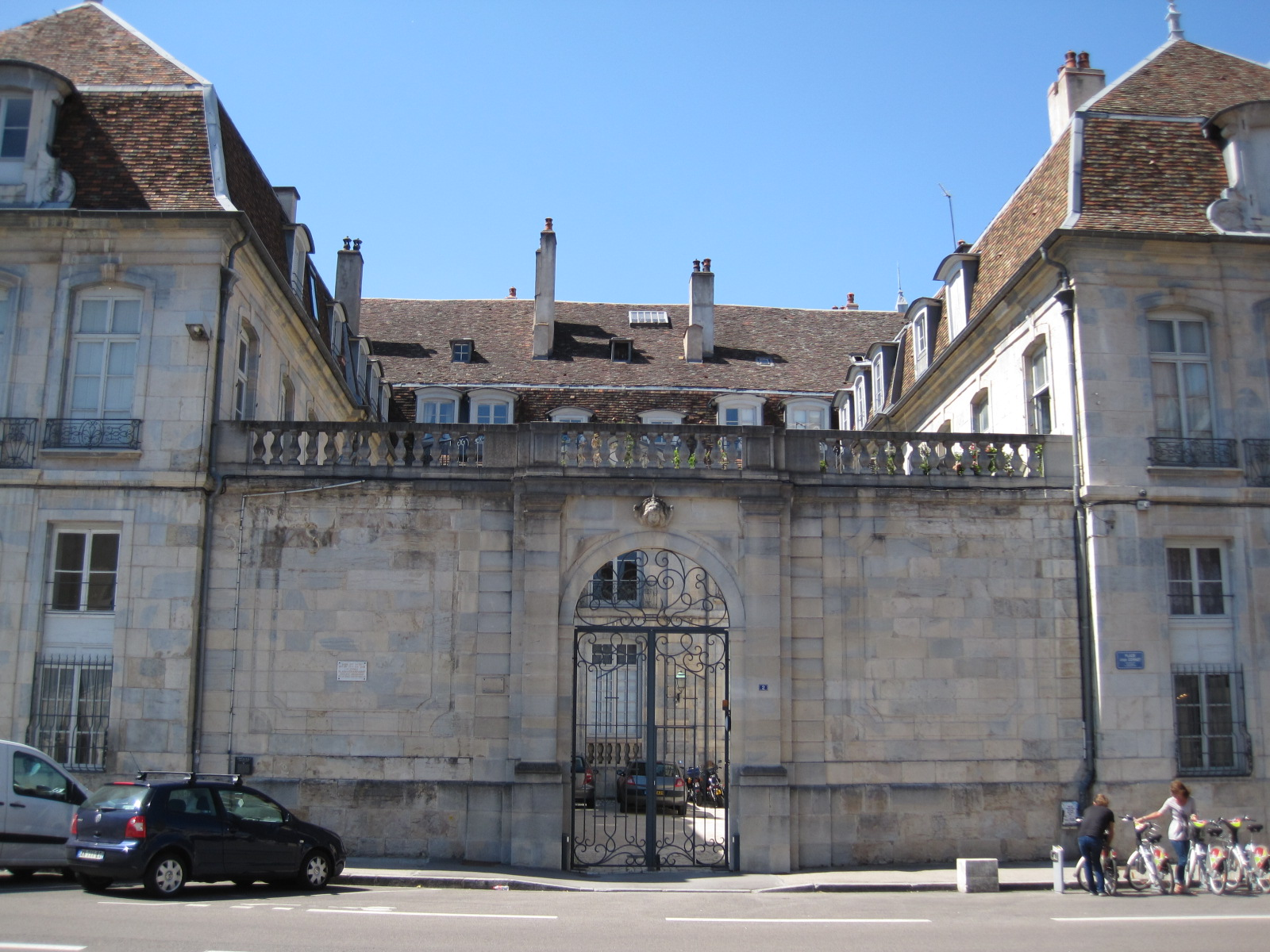
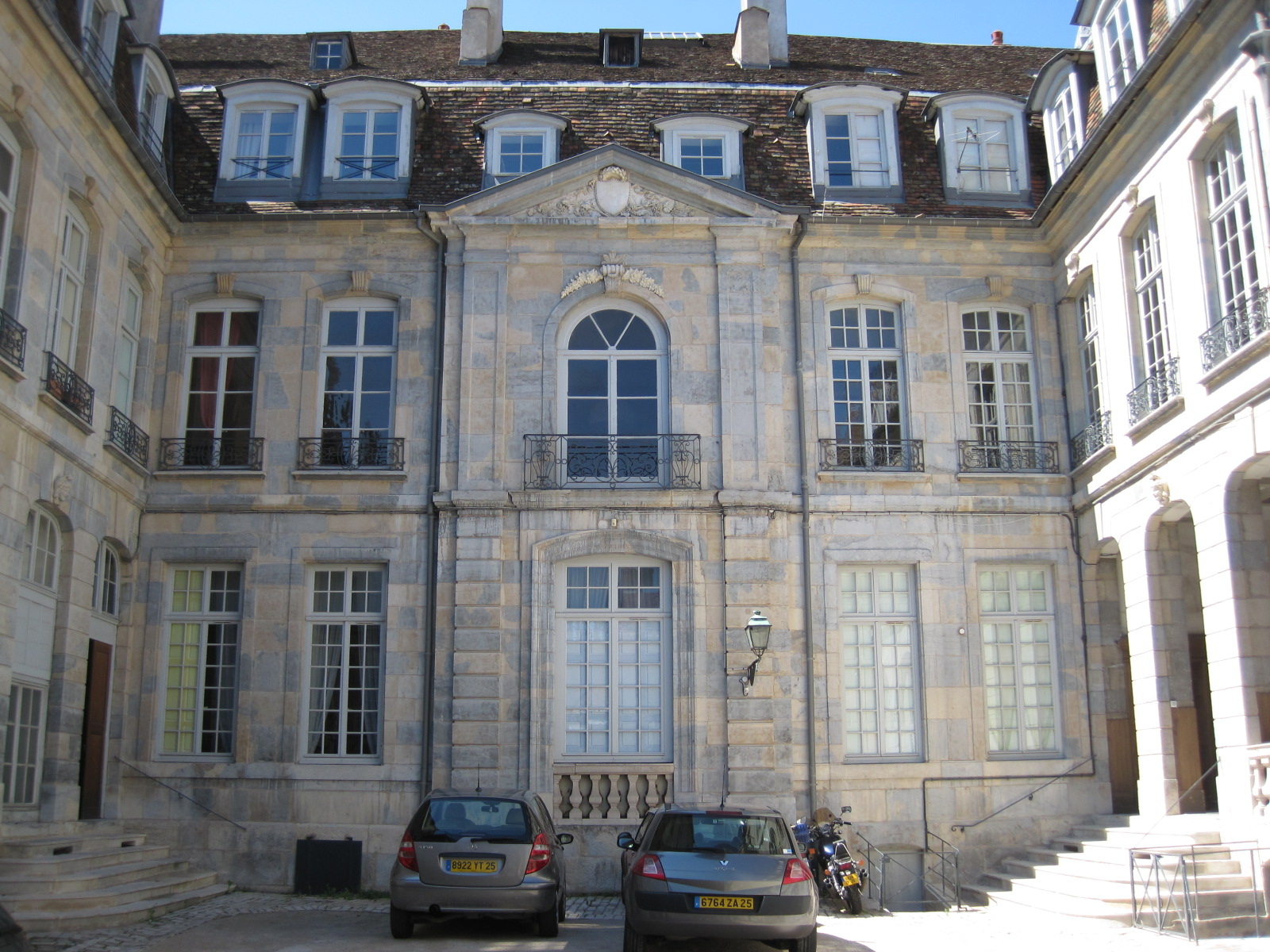

Le 1er mai 1839 le comte Hilaire de Chardonnet naît dans cet hôtel. Inventeur de la soie artificielle, il fonde une importante industrie textile au XIXe siècle et au XXe siècle à Besançon.
Au milieu du XXe siècle, l'édifice appartient aux Sœurs de la Charité.

## Architecture et décorations
Les corps de bâtiment de l'hôtel suivent un plan en « U » encadrant une cour antérieure, dans laquelle se trouve un puits. À l'arrière, l'hôtel possède un jardin.
Une plaque commémorative célébrant la naissance du Comte de Chardonnet est apposé sur le mur donnant sur la place Jean Cornet.
Ce mur, en pierre de taille, est surmonté d'une balustrade a balustres et possède au-dessus du portail d'une sculpture d'une tête barbue à mufle de lion.
Le corps de bâtiment principal possède un fronton triangulaire et des garde-corps de balcon en ferronnerie.